# 天音ゆかり
天音 ゆかり（あまね ゆかり、11月4日 - ）は、日本の女性声優。神奈川県出身。リマックス所属。

## 略歴
3歳からヴァイオリンとピアノを、5歳からバレエを始める。クラシック声楽のコンクールで数多く優勝。
2024年4月に東京藝術大学音楽学部声楽科を卒業。学業の傍ら、アミューズメントメディア総合学院の声優専科・研究コースおよびAMG MUSIC SCHOOLにも通い、大学在学中にリマックス預かり所属として声優デビューしている。

## 人物
趣味は城郭巡り、ピアノ、石田三成、着付け、ヘアアレンジ。特技は歌唱（クラシック、ミュージカル）、即興ハモリ、バレエ。

## 出演
太字はメインキャラクター。

### テレビアニメ
- BanG Dream! Ave Mujica（2025年、客F[初出 1]）
- GUILTY GEAR STRIVE: DUAL RULERS（2025年、オペレーター[初出 2]）

### 劇場アニメ
- 劇場版 ポールプリンセス!!

### ゲーム
- ロードモバイル（英語: Lords Mobile）（ロランダ）
- 東方LostWord（鬼の国の橋姫 水橋パルスィ）
- ヘブンバーンズレッド（2024年、大島家の母〈二代目〉）
- ウマ娘 プリティーダービー
- フォートレスサガ（ミレナ）
- 原神（2024年、アマウタ 他）
- 崩壊:スターレイル
- 学園アイドルマスター（2024年 - 2025年、雨夜燕[6]）
- けものフレンズ3（ドルトン）

### 吹き替え
- セサミストリートのクリスマス（オードラ）
- レゴ フレンズ（スカイ）
- ディズニージュニアアリエル にんぎょのおはなし

### ナレーション
- 『コアラマットレス 寝心地ゴジラ級』映画『ゴジラ-1.0』コラボwebCM
- 『アイシア MiawMiaw(ミャウミャウ)「ミャ、ミャ、ミャ〜ウ」篇、「君のためにこれにしよ」篇』TVCM
- 『新田ゼラチン のせる生ジャムミックス』webCM
- 『ニューギン ほほえみサポートプロジェクト』ラジオCM

### その他コンテンツ
- 映像出演　『コアラマットレス　寝心地ゴジラ級』映画『ゴジラ-1.0』コラボwebCM
- 『AT-X ウチの夏フェス2023』フレッシュ夏フェス隊[7]
- 舞台　(声の出演)『ベイビーシャークミュージカル』(ママシャーク役)

## ディスコグラフィ

### コーラス参加
- 『劇場版 リトル・マーメイド』コーラス
- 『べべフィン bebefinn』（エマ(ママ)）
- 『セサミストリート シーズン48』挿入歌
- 『セサミストリート シーズン50』コーラス
- 『ケンタウロスワールド シーズン1・2』コーラス
- 『マチルダ・ザ・ミュージカル』コーラス
- 『シュミガドーン シーズン2』コーラス
- 『デュードロップ・ダイアリーズ』オープニング・劇中歌歌唱
- Hoodie fam (feat.天音ゆかり)『Go your way』楽曲配信
- 『バッドガイズ: めっちゃバッドなクリスマス⁉︎』コーラス
- 映画『マーベルズ』コーラス
- 『ワンダルーズ』コーラス
- 『ユニコーンのテルマ』コーラス
- 『ユニコーン・アカデミー』コーラス

### 初出話一覧
1. ↑  第1話初出
2. ↑  第7話初出